# Härnösand
För andra betydelser, se Härnösand (olika betydelser).
Härnösand (äldre stav. Hernösand) är en tätort i Ångermanland samt centralort i Härnösands kommun, residensstad för Västernorrlands län och stiftsstad i Härnösands stift. Härnösand är Sveriges befolkningsmässigt minsta residensstad.

## Historia

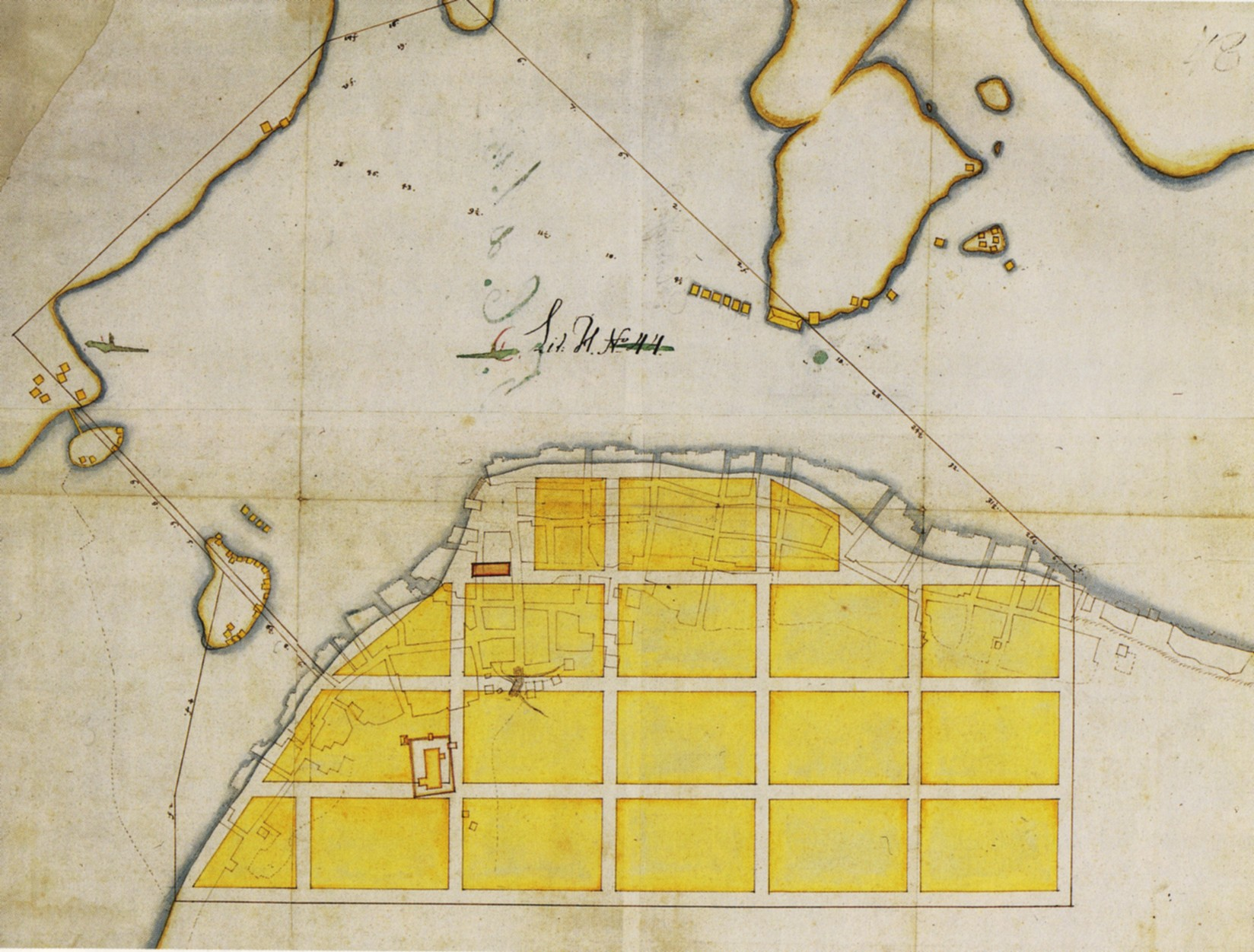
Förslag till rutnätsplan för Härnösand från 1648, troligen upprättat av Nicodemus Tessin d.ä.

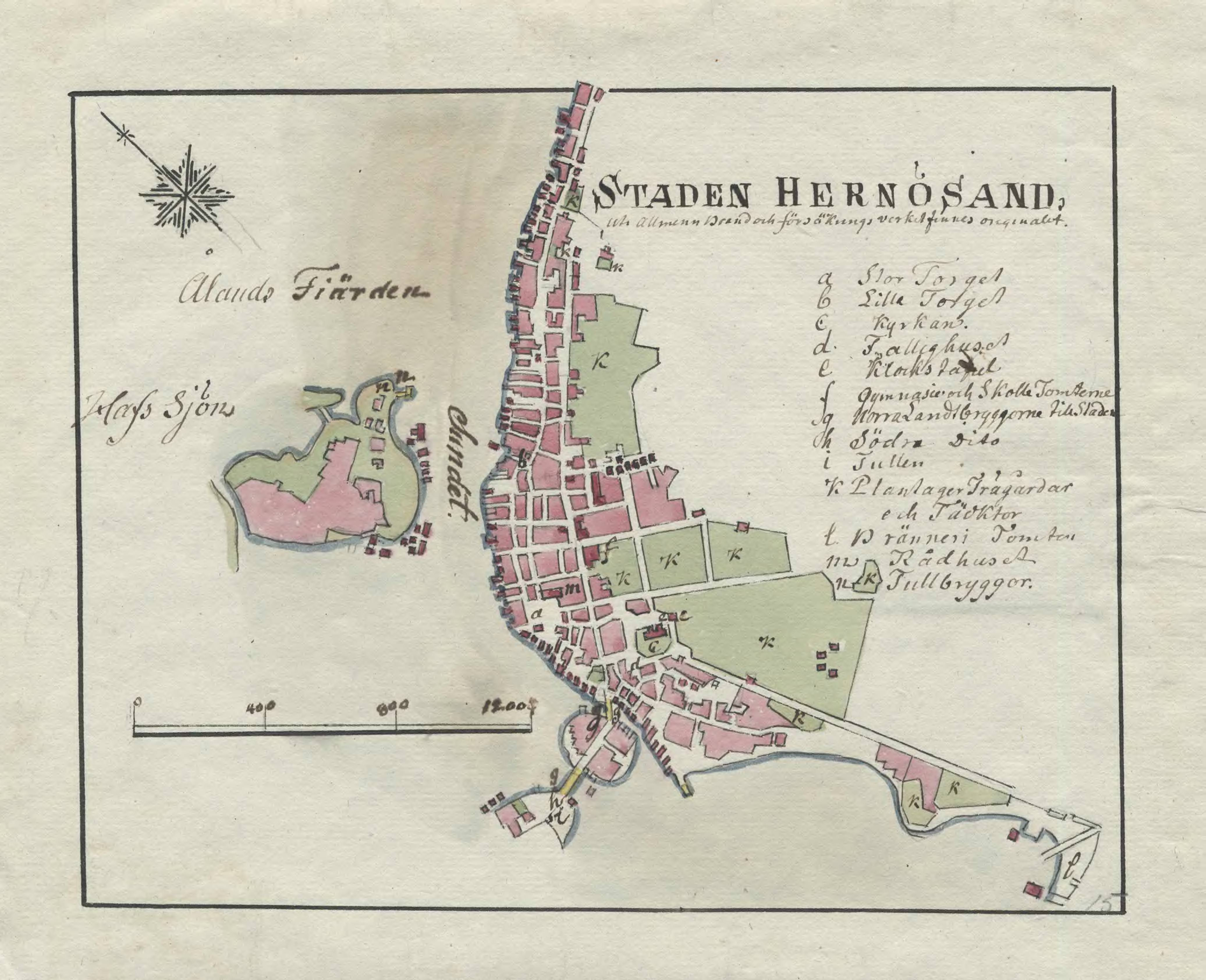
Karta över Härnösand från 1790-talet

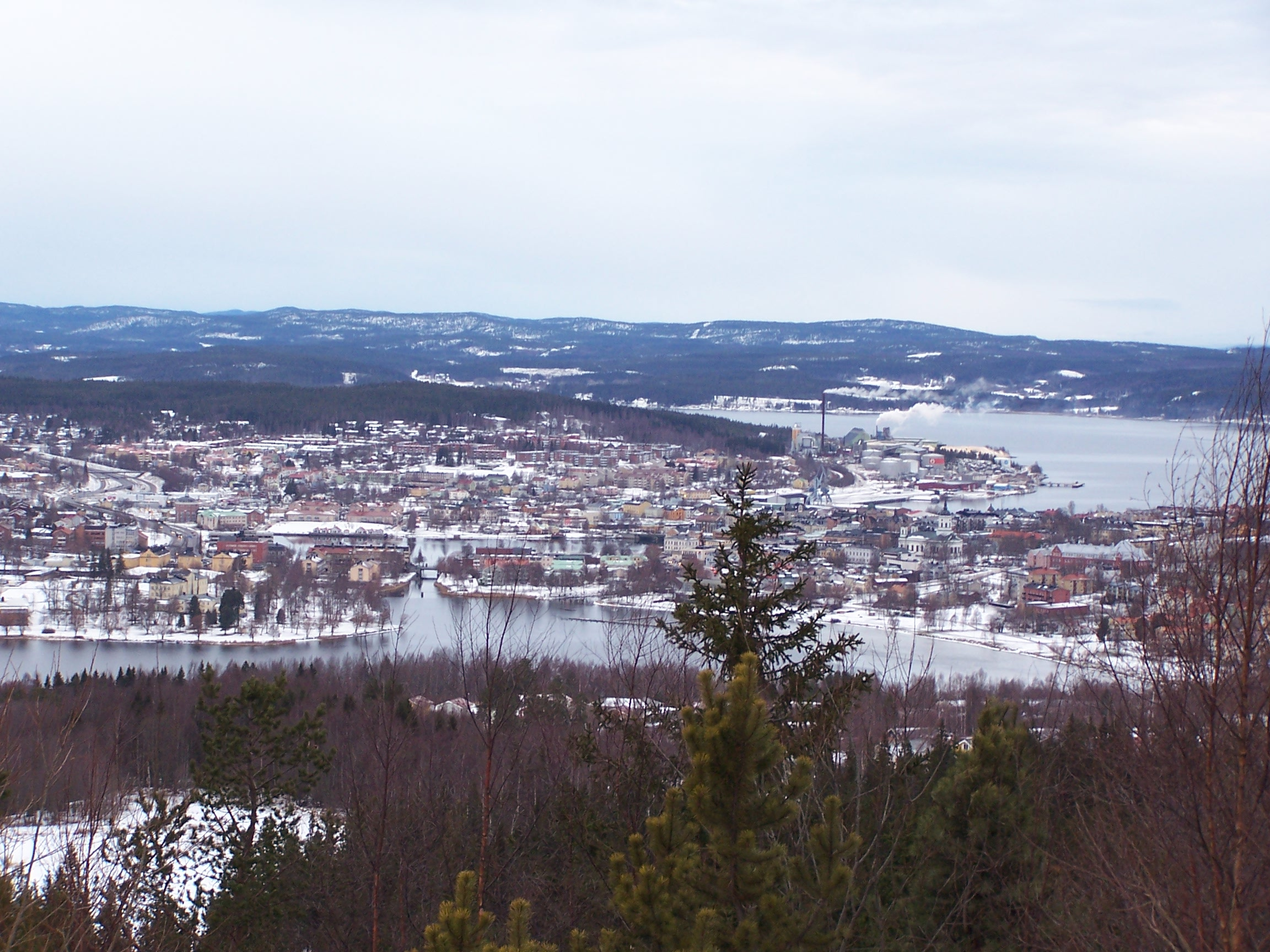
Vy över Härnösand

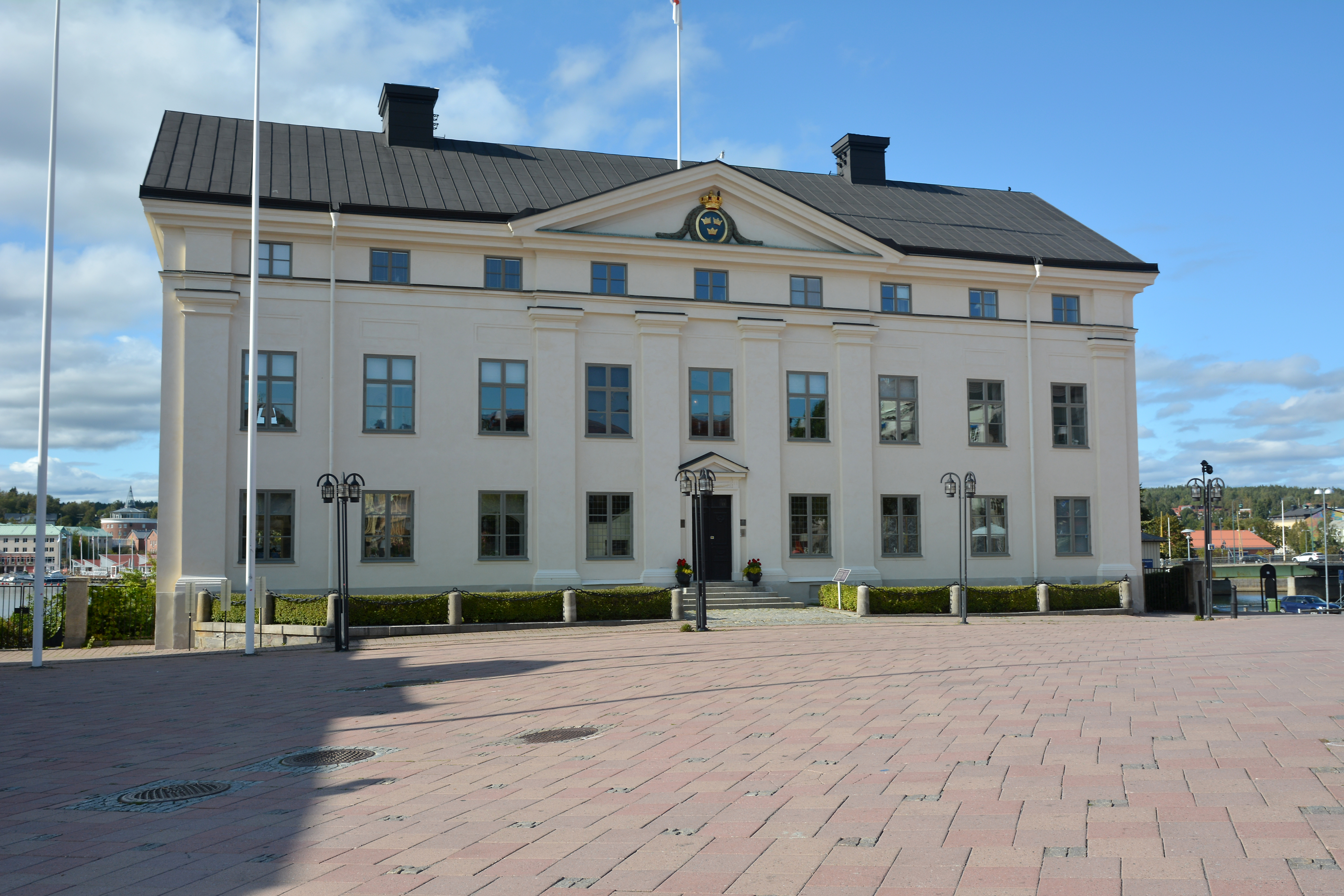
Landshövdingens residens.

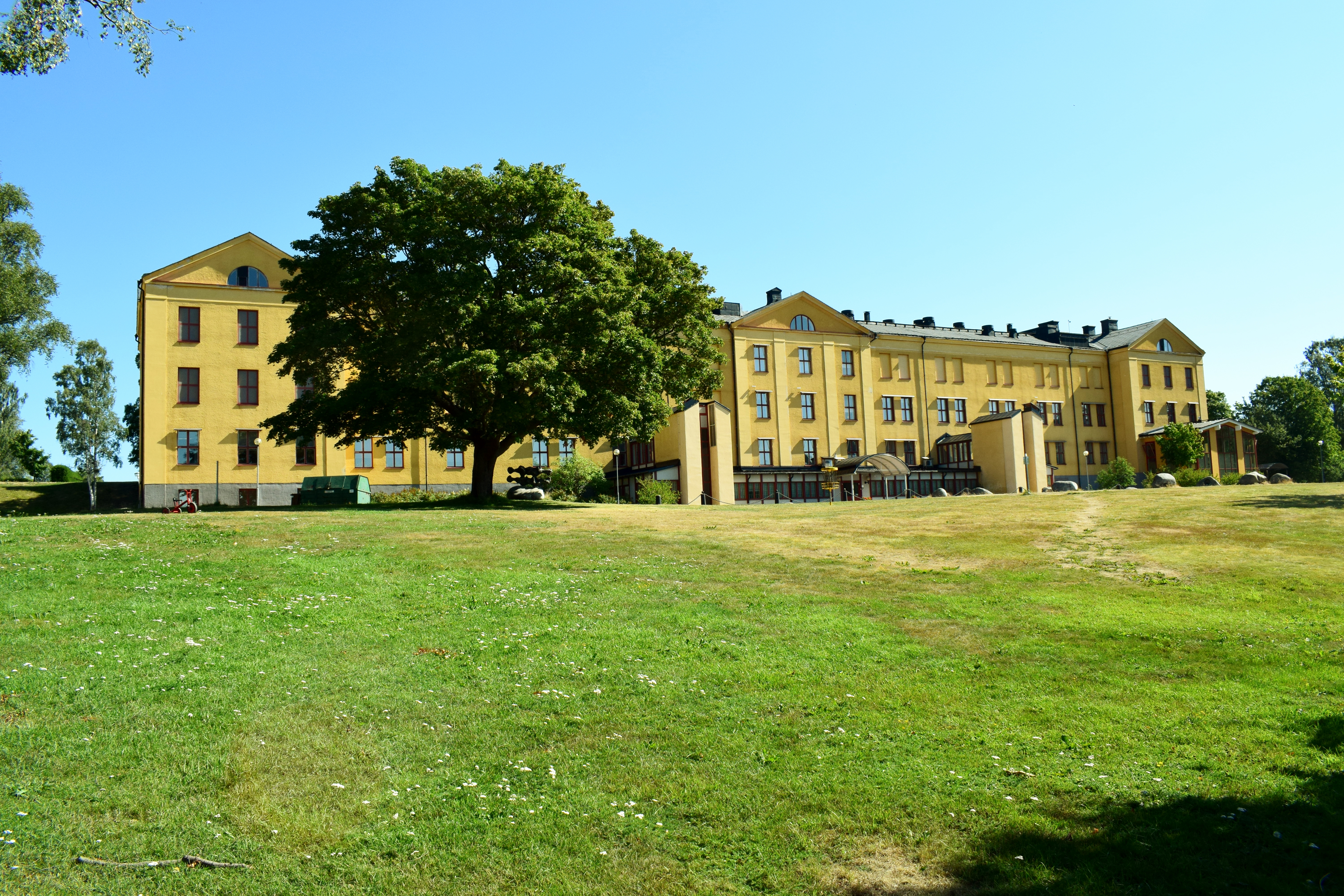
Landsarkivet i Härnösand.

Härnösand grundades 1585 av Johan III. Staden anlades på fastlandet och på öarna Härnön, Mellanholmen, Kronholmen och Bockholmen, de båda senare sedan länge förenade med fastlandet. På 1300-talet var Härnön en egen socken (Parochiae Hernö) och omtalades 1374 i samband med en biskopsvisitation där följet stannade till vid en hamn med namnet Hernösundh. Ortnamnets efterled är alltså ursprungligen -sund, sundet mellan Härnön och fastlandet. Förledet Härn- är ett ord härn som är släkt med ordet hjärna. Det syftar på berget Vårdkasberget på Härnön, som kan erinra om toppen på ett huvud, och alltså betyder Härnön 'ön med det hjässformiga berget'. 
Härnösand har länge varit ett administrativt centrum i Västernorrlands län. 1645 blev Härnösand residensstad, då för Härnösands län, bestående av Jämtland, Medelpad och Ångermanland. Staden har varit residensstad sedan 1654, frånsett perioden 1762–1778. Landsarkivet i Härnösand började sin verksamhet 1935 och har Sveriges största landsarkivdistrikt, omfattande hela Norrland med undantag av Jämtlands län.
Härnösand växte dock långsamt och ännu i slutet av 1600-talet var Härnösand föga mer än ett fiskeläge. År 1710 var antalet innevånare 637 individer och det året brann skolhuset ner. 1714 drabbades staden av flera bränder som förstörde skolhuset igen, 25 gårdar och prästgården. Det visade det sig att flera av bränderna var anlagda av fem stycken djäknar vid trivialskolan och gymnasiet. Dom blev gripna och fick spöstraff och fängelse. Staden fick inte ett nytt skolhus förrän 1724. Den 28 maj 1721 plundrades och brändes den av ryska trupper, så att endast två små hus stod kvar. När det bottniska handelstvånget upphävdes 1766 och särskilt sedan Härnösand 1812 erhållit full stapelrätt, kom staden att börja blomstra.
Redan 1648 hade ett gymnasium inrättats, där en prästutbildning då inleddes. Härnösands gymnasium var fram till mitten av 1800-talet det enda i länet. År 1772 blev Härnösand biskopssäte.
År 1800 hade Härnösand inte mer än 1 764 invånare och staden liknande fortfarande mest ett större fiskeläge. Men staden, eller byn, växte allt eftersom tack vare varv, sjöfart och bankväsende. 1827 grundades en sparbank, och 1849 tillkom en affärsbank. Härnösand blev den 10 december 1885 en av de första städerna i Europa med elektrisk gatubelysning och under 1890-talet besöktes staden bland annat av tyske kejsaren Wilhelm II och den thailändske kungen Chulalongkorn. Först 1893 fick Härnösand järnvägsförbindelse med Norra stambanan.
Stadsdelen Gådeåstaden inkorporerades med Härnösand 1891 och Bondsjöstaden inkorporerades 1922.
Stadens huvudsakliga bebyggelse bestod fram till 1900-talet av trähus byggda efter ryssbranden 1721. På senare tid har många gamla hus rivits för att ge plats åt stora betongbyggnader. 1990 revs Mellanholmens 1700-talsbebyggelse. Numera återstår bara några kvarter från 1700- och 1800-talet. Dessa kvarter är främst stadsdelen Östanbäcken, ett kvarter mellan Norra Kyrkogatan och Storgatan, en gård med Westmans-port bredvid Härnö pizzeria vid Bergsgatan, bebyggelsen vid Långgatan samt några fler hus vid olika, spridda lägen. De flesta hus är byggnadsminnesmärkta och skyddade, men de var under nästan hela 1900-talet nära att rivas. Härnösand är idag ovanligt i Sverige eftersom få svenska städer har stadsdelar med så intakta gårdar och trähus från 1700- och 1800-talen.
Vid 1800-talets slut och under 1900-talets början byggdes även större stenhus längs Nybrogatan och Köpmangatan samt utmed Skeppsbron. Åtskilliga av dessa har också varit rivningshotade. Några har försvunnit, men de flesta står ändå kvar idag.
Härnösandsförfattaren Lubbe Nordström kallade sin hemstad Öbacka. Den lilla gatan Södra Nygränd i Östanbäcken har döpts om efter honom.

### Militärstaden Härnösand
Sveriges försvarsmakt har länge varit representerad i Härnösand. Under krigen mot Ryssland var Härnösand i omgångar stabsort, och staden eldhärjades 1721. Under 1809 års krig var staben för Bottenhavsförsvaret placerat i staden. 
Åren 1849–1893 var ett batteri ur Svea artilleriregemente förlagt till staden, från början intill cirka 1870 benämnt 14. 6-pundiga batteriet. Förläggningen på Östanbäcksgatan 8 står fortfarande kvar. 9. batteriet flyttade till Östersund 1893 och blev 1. batteriet Norrlands artilleriregemente.
Åren 1894–1910 låg militärkommandot för mellersta Norrland (6. arméfördelningen) i Härnösand. Inledningsvis var volontärskolan centrum för försvarsutbildningen, men i samband med första världskriget skissades på kaserner för permanent utbildning av värnpliktiga. Dessa uppfördes, men byggdes om innan de togs i bruk, inledningsvis till Vanföreanstalten i Härnösand och när verksamheten lades ner 1975, övertogs kasernen av Landsarkivet i Härnösand.
År 1953 ombildades KA 4H, Älvsborgs kustartilleriregementes Härnösandsdetachement, till ett självständigt förband under namnet Härnösands kustartilleriregemente (KA 5). I samband med 1996 års försvarsbeslut avvecklades KA 5 den 14 augusti 1998. Även Norrlandskustens marinkommando (MKN) kom att avvecklas den 30 juni 2000 till följd av försvarsbeslutet 2000. En av de viktigaste strategiska punkterna var Hemsö fästning som numera är byggnadsminne. Kvar på Kusthöjden finns bland annat Västernorrlandsgruppen (VNG) som ett förband inom Norra militärregionen (MR N), Försvarets materielverk (FMV), Försvarsmaktens logistik och Försvarsmaktens telekommunikations- och informationssystemförband (FMTIS). 

### Administrativa tillhörigheter
Härnösands stad utbröts 1585 ur Härnö socken som sedan låg öster om staden och i väster låg Säbrå socken.  Vid kommunreformen 1862 blev staden en stadskommun och för socknarna inrättades landskommuner. 1873 införlivade Härnö socken/landskommun i stadskommunen varefter Härnösands bebyggelsen bara upptog en mindre del av stadskommunens yta och med delar i Säbrå socken/landskommun. 1969 uppgick Säbrå och Högsjö socknar/landskommuner i Härnösand stad som 1971 uppgick i Härnösands kommun med Härnösand som centralort.
I kyrkligt hänseende hörde orten till Härnösands församling som 1873 införlivade Härnösands landsförsamling. Församlingen namnändrades 1979 till Härnösands domkyrkoförsamling. Västra delen har alltid hört till Säbrå församling.
Orten ingick till 1965 i domkretsen för Härnösands rådhusrätt, därefter till 1971 i Ångermanlands södra domsagas tingslag. Från 1971 till 2002 ingick orten i Härnösands domsaga och orten ingår sedan 2002 i Ångermanlands domsaga.

## Ekonomi och infrastruktur

### Näringsliv
Härnösand har präglats av offentlig verksamhet och ett rikt industriliv runt varv och sjöfart, skogsindustrier samt mekaniska verkstäder. Under årens lopp har dock offentlig verksamhet allt mer tagit över, och antalet arbetstillfällen inom tillverkningsindustrin har sjunkit sedan 1970-talet.
Till de nedlagda industrierna hör Kronholmvarvet och Nya varvet, Hernösands Ångsågs AB, Hernösands Verkstads & Varfs AB, Hernö Bryggeri AB, Tobaksmonopolet, HAGRAF (grafitfabrik), ASEA Härnöverken (truckfabrik), Torsviks boardfabrik samt Utansjö pappersmassefabrik som ingick i Rottneroskoncernen. Idag finns bland annat Edmolift, Hernö Gin,  Logosol, Idus AB, Ymex AB, Absolicon Solar Concentrator AB och Öbako som är lokalt ägda. Den största privata arbetsgivaren i tätorten är idag Com Hem, vars kundtjänst för hela Sverige är placerad här och i Sundsvall samt i Örnsköldsvik (den sistnämnda är dock mycket mindre), och har mer än 500 anställda, numer är härnösandskontoret flyttat till Sundsvall. Andra arbetsplatser är SCA Bionorr, som tillverkar pellets i en av Sveriges största anläggningar av denna typ, och sysselsätter runt 30 anställda, samt en massa småindustrier i Härnöverken, bland annat Swemat, och totalt jobbar nu över 100 personer fördelade på minst 10 olika företag där.
Bland offentliga arbetsgivare märks förutom länsstyrelsen och Specialpedagogiska skolmyndigheten, bland annat Riksarkivet (Landsarkivet i Härnösand), Sida, Överklagandenämnden för studiestöd (ÖKS) och Kriminalvården. Under 2011 färdigställdes Anstalten Saltvik, som är bland landets största och säkraste anstalter i säkerhetsklass 1. Den har plats för 200 intagna, och sysselsätter ca 250 personer. Den ersatte anstalten Härnösand, en äldre anstalt från 1862, som kan hysa 74 intagna. Mittuniversitetet flyttade verksamheten från Härnösand under 2016.

### Infrastruktur

#### Transporter
Härnösands djuphamn (8 meter) har varit till fördel för stadens näringsliv. Här fanns tidigare två stora och flera mindre varv, samt en betydande sjöfart. Under huvuddelen av 1800-talet placerade sig hamnen bland landets fem största och rederinäringen blomstrade.
Hamnen ligger strax söder om Ångermanälvens utlopp och har utöver djuphamn även oljehamn och rororamp. Tre gästhamnar finns i närheten av centrum.
Härnösand fick järnvägsförbindelse med stambanan 1894 genom en bibana från Långsele. 1925 fick staden järnvägsförbindelse med Sundsvall. Järnvägen mellan Sundsvall och Långsele kallas idag Ådalsbanan. Idag (2020) trafikeras Härnösand av snabbtåg Stockholm-Umeå, regionaltåg Sundsvall-Umeå och nattåg Göteborg/Stockholm-Umeå/Luleå/Narvik som norr om Kramfors går på Botniabanan.
Europaväg 4 går igenom Härnösand.

#### Utbildning
Härnösands gymnasium grundades 1648 och gav bland annat en prästutbildning. Skolan var några år den enda i sitt slag i Norrland, och under många år den enda i länet. Den ombildades 1882 till läroverk. Ett par år tidigare, 1879, startade en flickskola, och 1896 ett tekniskt läroverk. Dessa utbildningar ombildades i slutet på 1960 till den teoretiska delen av gymnasiet i Härnösand, som fick namnet Ångströmskolan. Yrkesutbildningarna samlades under namnet Bureskolan. Idag bedrivs hela den kommunala gymnasieutbildningen under namnet Härnösands gymnasium.
De tidiga lärarutbildningarna var knutna till stifts- och läroverksstäderna. Härnösands folkskollärar- och småskollärarseminarier examinerade under några decennier lärare för en yta stor som halva Sverige. Folkskoleseminariet var länge inrymt i en träbyggnad på Norra Kyrkogatan i centrala staden medan småskoleseminariet var inhyst nära gamla biskopsgården i Säbrå. Vid sekelskiftet år 1900 byggdes ett nytt seminarium på Kastellgatan. Folkskoleseminariet flyttade i slutet på 1940-talet till dövskolans lokaler på Södra vägen, nuvarande Kiörningskolan, för att i början på 1970-talet som lärarhögskola åter hamna i lokalerna på Kastellgatan.
Navigationsskolan grundades 1842 och inhystes från början i en gammal byggnad i stadsträdgården. År 1849 flyttade man skolan till nybyggda folkskolan belägen vid Hovsgatan, och 1861 till övre våningen i det nyuppförda telegrafhuset. En särskild utbildning för ångbåtsbefälhavare gjorde att behovet av en egen skolbyggnad ökade och 1878 flyttade man därför in i egna nybyggda lokaler på Kastellbacken. Skolan revs 1963. Sjöbefälsskolan byggdes 1963 på den gamla navigationsskolans plats. Utbildningen lades ned 1981, men drift- och underhållsutbildning på gymnasienivå levde kvar på orten ännu en tid. 2006 återstartade den anrika driftteknikerutbildningen i form av en 2-årig KY-utbildning i kommunens regi. Dessutom startade en tvåårig solenergiteknikerutbildning. Dessa bedrivs sedan 2009 som yrkeshögskoleutbildningar hos Härnösands kommun.
Statlig högre utbildning i länet lades 1977 samman till högskolan i Sundsvall/Härnösand, vilken 1993 uppgick i Mitthögskolan som i sin tur 2005 blev till Mittuniversitetet. Campus Härnösand kom att få sitt centrum i och kring Sambiblioteket, invigt 1 februari 2000, men bestod även av äldre byggnader, exempelvis Lilla Nybo som byggdes 1870 och Villa Nybo 1873. De delar av universitetet som låg inom campus Härnösand bedrev till och med strax efter sekelskiftet utbildning och forskning inom elkraftteknik, fram till våren 2014 inom humaniora och energiteknik, och till och med våren 2015 lärarutbildning samt forskning inom arkiv- och informationsvetenskap. Grundutbildningen på orten hade med tiden kommit att helt domineras av distans- och nätbaserad utbildning, då 92 procent av studenterna registrerade i Härnösand år 2012 läste på distans. Efter regeringens beslut att begränsa Mittuniversitetets utbildningsuppdrag och ställa ökade krav på kvalitet och examinationsfrekvens för medelstilldelning beslutade universitetsstyrelsen den 18 februari 2013 att all verksamhet vid campus Härnösand skulle omlokaliseras till Sundsvall senast under läsåret 2015/16, efter 174 år av högre utbildning på orten.
Vidare är Härnösand säte för Specialpedagogiska skolmyndigheten. Statens Skola för Vuxna, Härnösand (SSVH) utgjorde tillsammans med Statens skolan för vuxna, Norrköping (SSVN) stommen i Nationellt centrum för flexibelt lärande fram till nedläggningen 2008.
Dövskolan tillkom efter en motion 1867 i landstinget. Eftersom skolan var ett internat och elevantalet växte uppstod inkvarteringsproblem. Landstinget beslutade därför 1874 att avsätta medel för ett särskilt skolhus. Härnösands stad erbjöd kostnadsfritt en tomt och 1878 kunde det nya skolhuset tas i bruk. 1889 kom en lag om dövstumsundervisning och de fyra nordligaste länen slogs ihop till ett distrikt kallat 7:e dövstumskoledistriktet. Landstingen enades om Härnösand som skolort. 1896 flyttade man till nyare och mycket större lokaler i Kiörningskolan på Södra Vägen. Antalet elever fördubblades nu till 150. Dövstumskolan blev 1948 centrum för dövundervisning i Norrland under namnet Kristinaskolan.
Härnösands folkhögskola anordnar bland annat tolkutbildning och musikinriktade kurser och utbildningar.

#### Sjukvård
1744 fick Norrland sin första läkare, Nils Gissler, som var bosatt i Härnösand. Det var först långt senare, år 1871, som den första tandläkaren bosatte sig på orten. 1788 uppfördes Härnösands lasarett på Storgatan, och i slutet av 1800-talet byggdes ett nytt sjukhus.
Efter det nya länssjukhusets tillkomst i Sundsvall i början av 1970-talet ombildades länssjukhuset i Härnösand till Härnösands sjukhus och den ortopedklinik som bildats genom övertagandet av verksamheten vid Vanföreanstalten flyttades till Sundsvall.
På senare år har neddragningar skett i omgångar. 1984 stängdes BB, 1994 akutkirurgin med vårdplatser, delar av röntgen och sjukhusadministrationen, 1997 slutenvården inom psykiatrin och 1998 mammografin. Som en följd av opinionsbildningen kring dessa frågor bildades ett nytt parti (Sjukvårdspartiet) med målet att "rädda sjukvården kvar i Härnösand". Dock beslutade Landstinget i Västernorrland 2004 att Härnösands sjukhus skulle avvecklas. Vården tillhandahålls sedan dess av Länssjukhuset Sundsvall-Härnösand i Sundsvall. Sjukhusets Rehabmedicinska enhet är stationerad till Härnösand. Barn- och ungdomspsykiatrin har mottagningar i både Härnösand och Sundsvall.
2016 hölls en demonstration arrangerad av "Ådalen reser sig" som uppskattade att 20 000 — 25 000 personer deltog, den största demonstrationen i Ådalens historia. Deltagarna demonstrerade mot landstingets sparförslag att dra in 160 miljoner kronor på specialistvården, att flytta akut ortopedi från Sollefteå till Örnsköldsvik samt rehabmedicin från Härnösand till Sundsvall. Antalet demonstranter rapporterades i flera medier men ifrågasattes i efterhand.

## Befolkning

### Befolkningsutveckling
| Befolkningsutvecklingen i Härnösand 1960–2020                                            | Befolkningsutvecklingen i Härnösand 1960–2020 | Befolkningsutvecklingen i Härnösand 1960–2020 | Befolkningsutvecklingen i Härnösand 1960–2020 | Befolkningsutvecklingen i Härnösand 1960–2020 |
| ---------------------------------------------------------------------------------------- | --------------------------------------------- | --------------------------------------------- | --------------------------------------------- | --------------------------------------------- |
|                                                                                          |                                               |                                               |                                               |                                               |
| År                                                                                       |                                               |                                               | Folkmängd                                     | Areal (ha)                                    |
| 1960                                                                                     | 1960                                          |                                               | 18 273                                        |                                               |
| 1965                                                                                     | 1965                                          |                                               | 18 349                                        |                                               |
| 1970                                                                                     | 1970                                          |                                               | 18 683                                        |                                               |
| 1975                                                                                     | 1975                                          |                                               | 18 971                                        |                                               |
| 1980                                                                                     | 1980                                          |                                               | 19 473                                        |                                               |
| 1990                                                                                     | 1990                                          |                                               | 19 126                                        | 1 075                                         |
| 1995                                                                                     | 1995                                          |                                               | 19 185                                        | 1 087                                         |
| 2000                                                                                     | 2000                                          |                                               | 17 977                                        | 1 090                                         |
| 2005                                                                                     | 2005                                          |                                               | 18 003                                        | 1 090                                         |
| 2010                                                                                     | 2010                                          |                                               | 17 627                                        | 1 089                                         |
| 2015                                                                                     | 2015                                          |                                               | 18 426                                        | 1 121                                         |
| 2016                                                                                     | 2016                                          |                                               | 18 600                                        | 1 121##                                       |
| 2020                                                                                     | 2020                                          |                                               | 18 508                                        | 1 146                                         |
| ## Arean 31 december 2016, 2017 och 2018 fortsatt samma som avgränsades som tätort 2015. |                                               |                                               |                                               |                                               |

### Religion

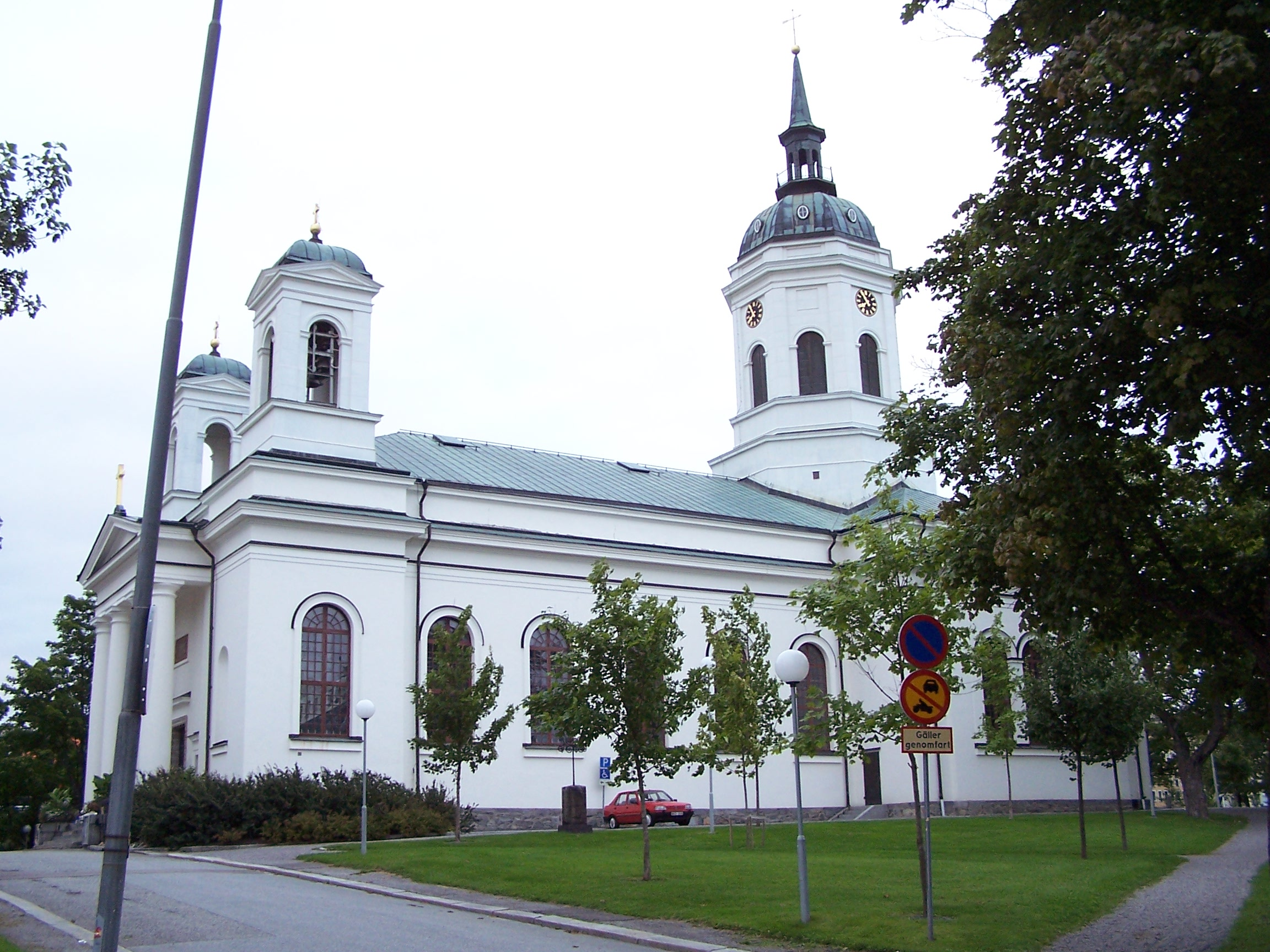
Domkyrkan i Härnösand

Härnösand är stiftsstad i Härnösands stift som omfattar Jämtlands och Västernorrlands län. Bland de tidigare biskoparna märks diktaren och Svenska Akademiens ständige sekreterare Frans Michael Franzén, Lars Landgren, samt ärkebiskoparna Gunnar Hultgren, Ruben Josefsson och Bertil Werkström.
Domkyrkan invigdes 1846 och är Svenska kyrkans minsta domkyrka men en mycket framträdande byggnad i sin stad. 
Till domkyrkoförsamlingen hörde även Ängekyrkan på Murberget. Kyrkan tillhör numera Equmeniakyrkan. Några delar av Härnösands tätort tillhör Säbrå församling, bland dessa Bondsjöhöjden.

## Kultur

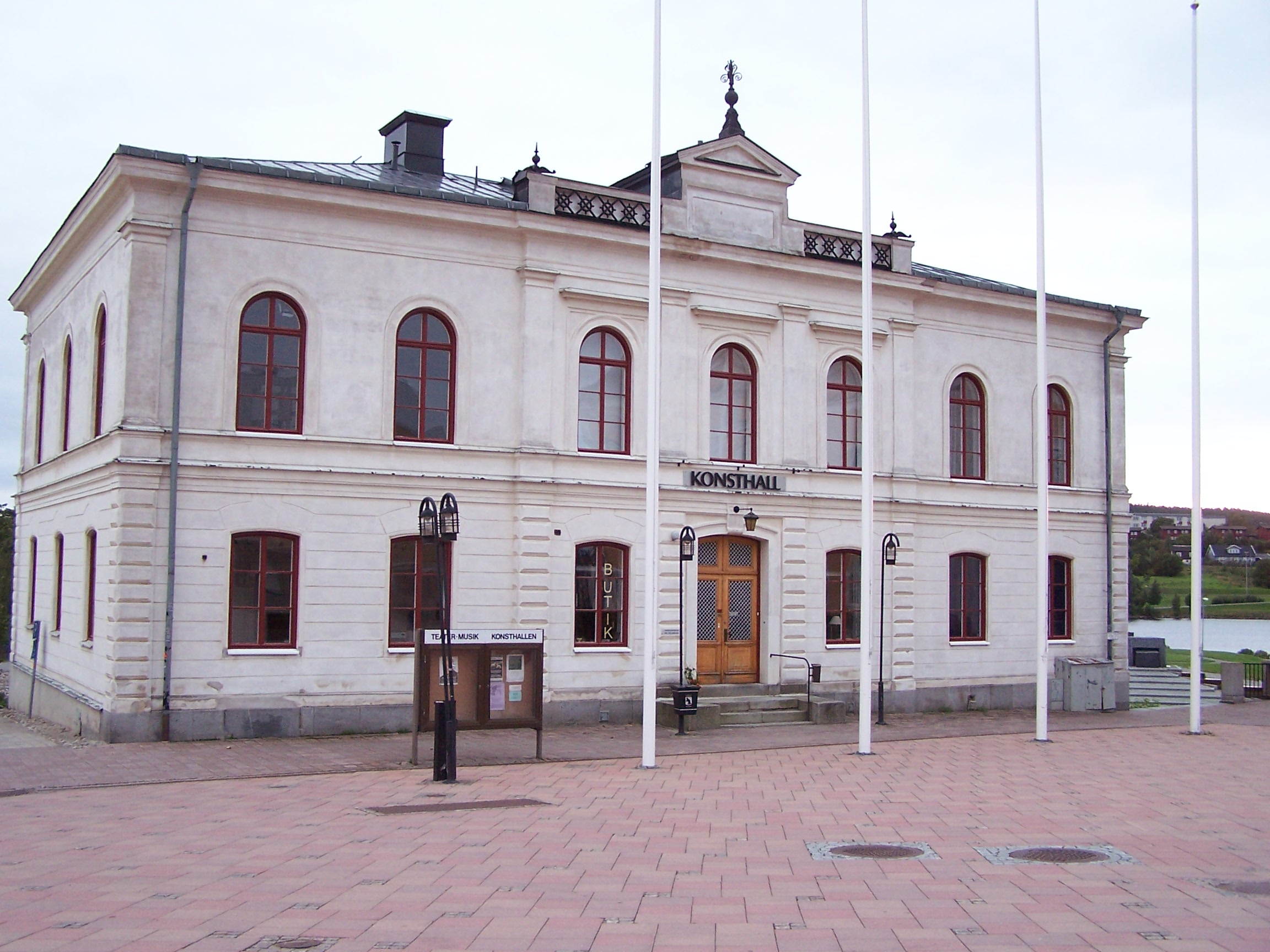
Härnösands konsthall

Murberget Länsmuseet Västernorrland består av ett vanligt museum och ett friluftsmuseum som tar upp livet i mellersta Norrland under 1800-talet och det tidiga 1900-talet. Det är landets näst största[källa behövs] friluftsmuseum och i området firas traditionellt midsommar med flera aktiviteter. Museet skapades av Theodor Hellman, som under decennier samlade både byggnader och föremål med anknytning till mellersta Norrland.
Sambiblioteket, som invigdes 2000, är kommunbibliotek, länsbibliotek och universitetsbibliotek. Det utnämndes till Årets bibliotek 2000. I lokalerna för Härnösands gamla bibliotek ligger sedan 1998 experimentverkstaden Technichus. 
Härnösand har varit utgivningsort för ett flertal dagstidningar: Härnösands-Posten 1842–1953, Västernorrlands allehanda 1875–1999, Nya Norrland 1907–1999 och Tidningen Ångermanland sedan 1999.
Norrdans är en professionell modern dansensemble, bildad 1995, med bas i Härnösand. Teater Västernorrland grundades 1972 i Härnösand men huserar i Sundsvall sedan 1990. Stadens teater, invigd 1970, används idag för olika gästspel. 
Nutida konstmusik och elektroakustisk musik har en relativt stark ställning i stadens kulturliv. Det finns utbildningar i komposition inom dessa genrer vid stadens folkhögskola samt en förening, Nymus, som anordnar regelbundna konserter.

### Idrott
Turistiskt kan Härnösands ses som den södra ingången till Höga kusten med Världsarvet.
Vårdkasberget med sitt utsiktstorn är Härnösands "stadsberg" med en höjd av 175 meter över havet. Här finns idrottsaktiviteter året runt, skidor på vintern och mountainbike sommartid. Ett nytt utsiktstorn invigdes 2008. Det ersatte STF:s torn från 1898.
Härnösands havsbad kallas Smitingen och ligger på Härnöns östra sida. I området ligger även det gamla fiskeläget Gånsvik och Klubbsjön med dess grottformationer. Flygfältet Myran-Härnösand har såväl motor- som segelflygning. Härnösands Flygklubb svarar för verksamheten. På Vägnön finns en populär golfbana.
Härnösand har många aktiva idrottsföreningar, som genom åren kan ståta med fina placeringar.
Härnösands Curlingklubb är en av landets ledande, med konstellationer som lag Kamp (EM-guld, VM-guld), lag Norberg (OS-guld, VM-guld, EM-guld) och flera individuella spelare. 
Härnösands Cykelklubb är även väl meriterad. Sven Hamrin OS-brons 1964 och Emma Johansson OS-silver 2008 och 2016 är två tävlande som nått internationella placeringar. 
Brännans IF har genom åren nått goda placeringar i framför allt i handboll och friidrott, Härnösands AIK har goda meriter i bandy, både på herr- och damsidan, Bondsjöhöjdens IK i orientering och skidor, IF Älgarna och HFF (bildat genom sammanslagning av IFK Härnösand och Älandsbro IF) i fotboll (Älgarna även i ishockey), samt AIK Hockey Härnösand (bildad som Antjärns Hockey i ishockey. Bland kända idrottsmän märks fotbollsspelarna Bengt Nyholm, Lars Zetterlund och Daniel Theorin, hockeyspelarna Lennart Norberg, Kent Norberg ("Nubben") och  Ulf Sandström ("Sasse"), bandyspelaren Owe Hemström, vasaloppssegraren 1987 Anders Larsson och Alexandra Polivanchuk, pristagare i årets idrottskvinna med funktionshinder 2006.